# Saint-Aubin-sur-Mer (Calvados)
Saint-Aubin-sur-Mer ist eine französische Gemeinde mit 2.125 Einwohnern (Stand: 1. Januar 2022) im Département Calvados in der Region Normandie. Sie gehört zum Arrondissement Caen und zum Kanton Courseulles-sur-Mer. Die Einwohner werden Saint-Aubinais genannt.

## Geografie
Saint-Aubin-sur-Mer liegt als Seebad am Ärmelkanal. Umgeben wird Saint-Aubin-sur-Mer von den Nachbargemeinden Langrune-sur-Mer im Osten und Südosten, Douvres-la-Délivrande im Süden sowie Bernières-sur-Mer im Westen.
Durch die Gemeinde führt die frühere Route nationale 814 (heutige D514).

## Geschichte
Der Strandabschnitt an der Côte de Nacre hatte die Bezeichnung Juno Beach, der hier in den Sword Beach übergeht, wo im Rahmen der Operation Overlord am 6. Juni 1944 die alliierten Truppen landeten.

### Bevölkerungsentwicklung
| Jahr      | 1962 | 1968 | 1975 | 1982 | 1990 | 1999 | 2006 | 2012 |
| Einwohner | 1006 | 1053 | 1189 | 1446 | 1526 | 1810 | 1851 | 2190 |

## Partnergemeinden
Mit folgenden Gemeinde bestehen Partnerschaften:
- Bathurst, New Brunswick, Kanada, seit 1984
- Liebenburg, Niedersachsen, Deutschland, seit 1984
- Emsworth, Hampshire, England, Vereinigtes Königreich, seit 1986

## Sehenswürdigkeiten
- Kirche Saint-Aubin aus dem 19. Jahrhundert
- altes Empfangsgebäude des Bahnhofs
- Casino
- Naturreservat Falaise du Cap Romain
- Stolperstein für den in Auschwitz ermordeten Nazigegner Maurice Mondhard (1899–1942) in der rue des Tennis[1]

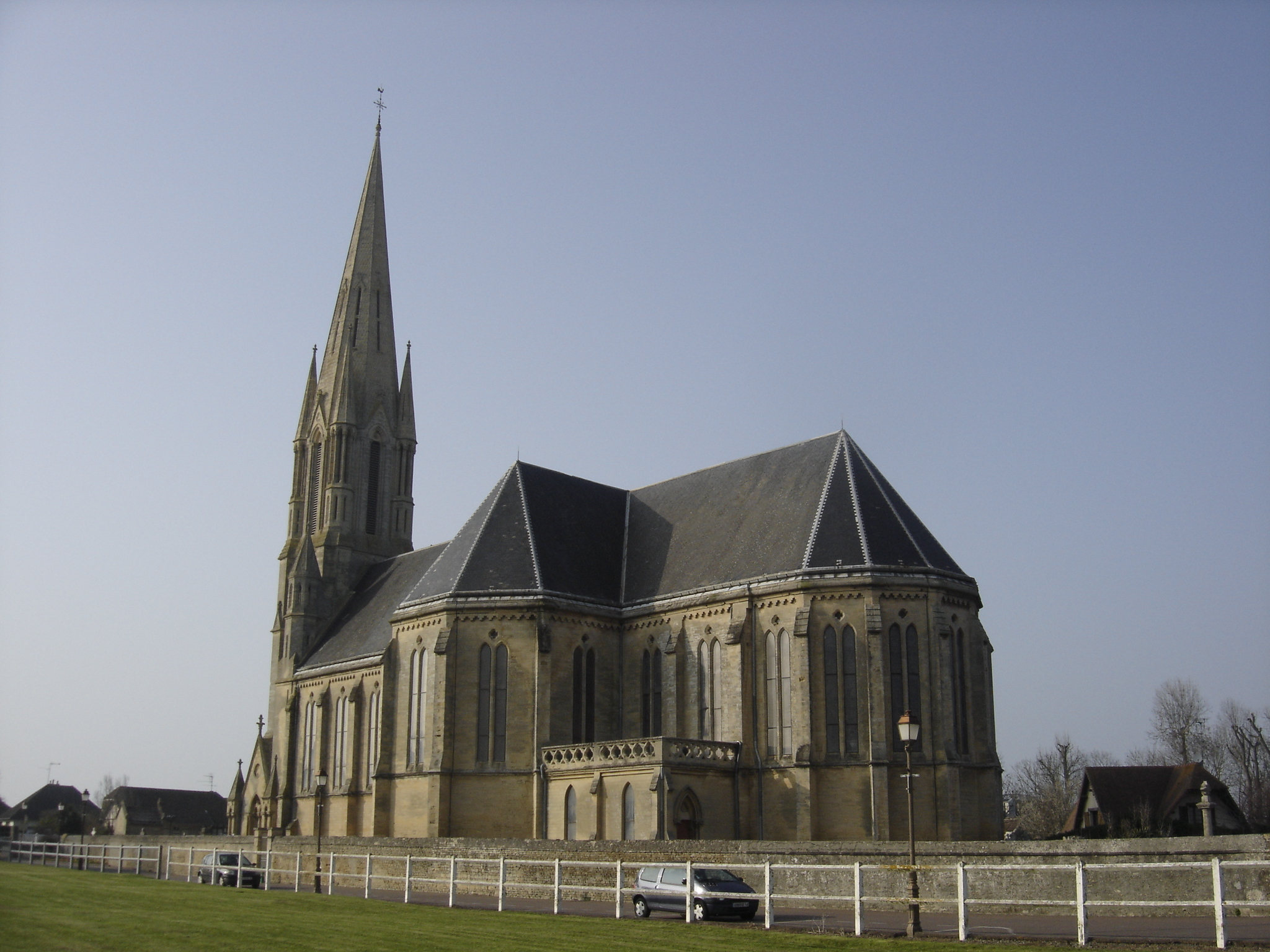
Kirche Saint-Aubin
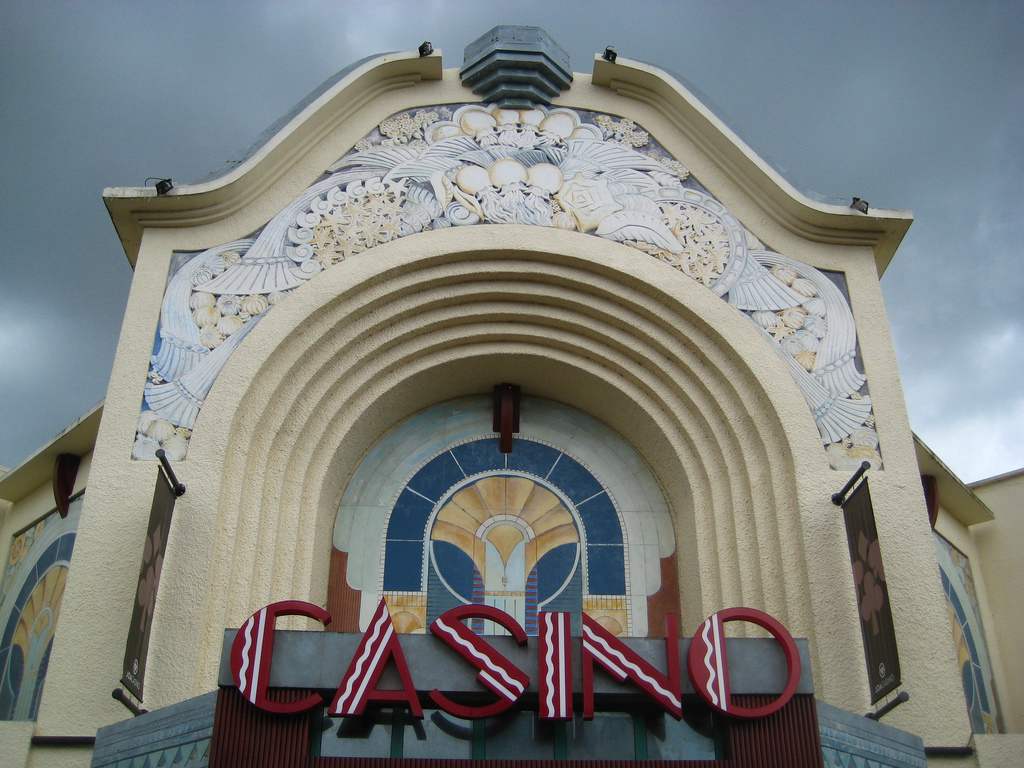
Casino
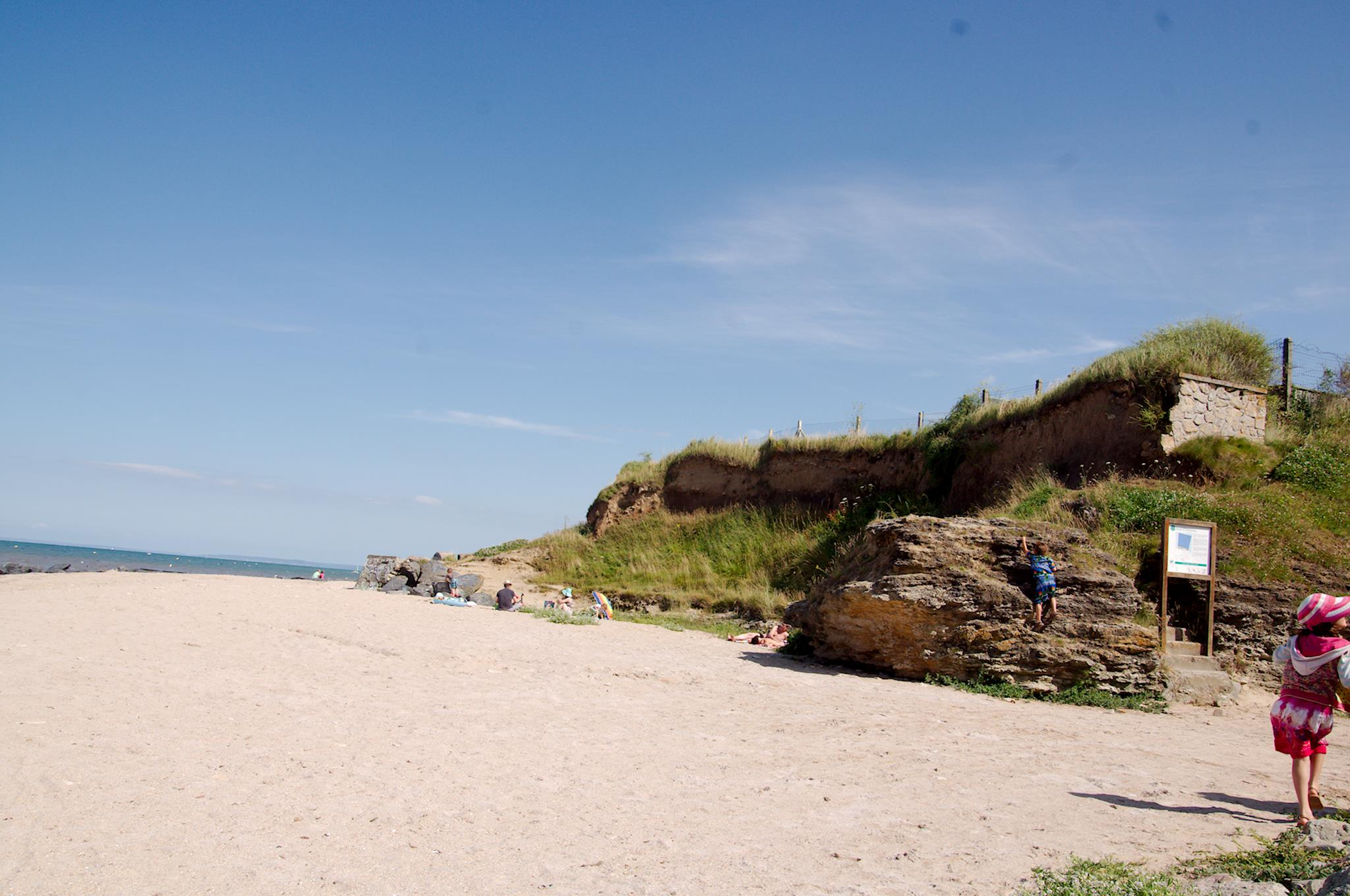
Naturreservat Falaise du Cap Romain

## Persönlichkeiten
- Léon Lecornu (1854–1940), Ingenieur